# Leichtathletik-Europameisterschaften 1954/Hochsprung der Männer

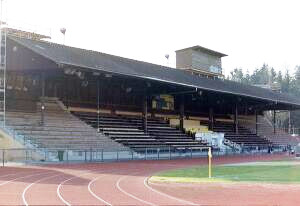
Tribüne des Stadions Neufeld in Bern

Der Hochsprung der Männer bei den Leichtathletik-Europameisterschaften 1954 wurde am 27. und 29. August 1954 im Stadion Neufeld in Bern ausgetragen.
In diesem Wettbewerb gab es mit Silber und Bronze zwei Medaillen für die Tschechoslowakei. Europameister wurde der schwedische Europarekordinhaber Bengt Nilsson. Er gewann vor Jiří Lanský und Jaroslav Kovář.

## Rekorde

### Bestehende Rekorde
| Weltrekord           | 2,12 m | Walter Davis  | Dayton, USA        | 27. Juni 1953     |
| Europarekord         | 2,10 m | Bengt Nilsson | Göteborg, Schweden | 15. Juli 1954     |
| Meisterschaftsrekord | 2,00 m | Kalevi Kotkas | EM Turin, Italien  | 7. September 1934 |

### Rekordegalisierung / -verbesserung
Der schwedische Europameister Bengt Nilsson egalisierte im Finale am 29. August den seit den ersten Europameisterschaften 1934 bestehenden EM-Rekord zunächst und verbesserte ihn anschließend um zwei Zentimeter auf 2,02 m. Damit verfehlte er seinen eigenen Europarekord um acht und den Weltrekord um zehn Zentimeter.

## Qualifikation
27. August 1954, 17:00 Uhr
Die achtzehn Teilnehmer traten zu einer gemeinsamen Qualifikationsrunde an. Zwölf von ihnen (hellblau unterlegt) übersprangen die Qualifikationshöhe für den direkten Finaleinzug von 1,90 m. Damit war die Mindestanzahl von zwölf Finalteilnehmern erreicht.
| Platz | Name                  | Nation           | Höhe (m) |
| ----- | --------------------- | ---------------- | -------- |
| 1     | Jiří Lanský           | Tschechoslowakei | 1,90     |
| 1     | Jaroslav Kovář        | Tschechoslowakei | 1,90     |
| 1     | Bengt Nilsson         | Schweden         | 1,90     |
| 1     | Bertil Holmgren       | Schweden         | 1,90     |
| 1     | Hans-Jürgen Jenss     | BR Deutschland   | 1,90     |
| 1     | Werner Bähr           | BR Deutschland   | 1,90     |
| 1     | Kazimierz Fabrykowski | Polen            | 1,90     |
| 1     | Juri Stepanow         | Sowjetunion      | 1,90     |
| 1     | Vlado Marjanović      | Jugoslawien      | 1,90     |
| 1     | Hans Wahli            | Schweiz          | 1,90     |
| 1     | Todor Beltschew       | Bulgarien        | 1,90     |
| 1     | Zbigniew Lewandowski  | Polen            | 1,90     |
| 13    | Wolodymyr Sitkin      | Sowjetunion      | 1,85     |
| 14    | Erdal Akkan           | Türkei           | 1,85     |
| 15    | Brendan O’Reilly      | Irland           | 1,85     |
| 16    | Etienne Roques        | Frankreich       | 1,85     |
| 17    | Walter Herssens       | Belgien          | 1,80     |
| 18    | Wolfgang Weiss        | Schweiz          | 1,80     |

## Legende
Kurze Übersicht zur Bedeutung der Symbolik – so üblicherweise auch in sonstigen Veröffentlichungen verwendet:
| – | verzichtet   |
| o | übersprungen |
| x | ungültig     |

## Finale
29. August 1954, 16:15 Uhr
| Platz | Name                  | Nation           | 1,80 m | 1,85 m | 1,90 m | 1,93 m | 1,96 m | 1,98 m | 2,00 m | 2,02 m | 2,06 m | Höhe (m) |
| ----- | --------------------- | ---------------- | ------ | ------ | ------ | ------ | ------ | ------ | ------ | ------ | ------ | -------- |
| 1     | Bengt Nilsson         | Schweden         | –      | –      | o      | o      | o      | o      | o CRe  | o CR   | xxx    | 2,02 CR  |
| 2     | Jiří Lanský           | Tschechoslowakei | ?      | ?      | xo     | –      | o      | o      | –      | xxx    |        | 1,98     |
| 3     | Jaroslav Kovář        | Tschechoslowakei | ?      | o      | o      | –      |        | xo     | xxx    |        |        | 1,96     |
| 4     | Bertil Holmgren       | Schweden         | –      | o      | xo     | xo     | xxo    | xxx    |        |        |        | 1,96     |
| 5     | Juri Stepanow         | Sowjetunion      | –      | o      | o      | o      | xxx    |        |        |        |        | 1,93     |
| 6     | Todor Beltschew       | Bulgarien        | o      | o      | o      | o      | xxx    |        |        |        |        | 1,93     |
| 7     | Werner Bähr           | BR Deutschland   | –      | o      | xo     | o      | xxx    |        |        |        |        | 1,93     |
| 8     | Zbigniew Lewandowski  | Polen            | ?      | ?      | ?o     |        |        |        |        |        |        | 1,90     |
| 9     | Hans-Jürgen Jenss     | BR Deutschland   | ?      | ?      | ?o     |        |        |        |        |        |        | 1,90     |
| 10    | Vlado Marjanović      | Jugoslawien      | ?      | ?      | ?o     |        |        |        |        |        |        | 1,90     |
| 11    | Hans Wahli            | Schweiz          | ?      | ?      | ?o     |        |        |        |        |        |        | 1,90     |
| 12    | Kazimierz Fabrykowski | Polen            | ?      | ?o     | xxx    |        |        |        |        |        |        | 1,85     |

Elf der zwölf Finalteilnehmer hatten die Höhe von 1,90 m übersprungen. Zwei Athleten – die beiden Tschechen Jiří Lanský und Jaroslav Kovář – ließen die nun folgenden 1,93 m aus, vier Springer – der Schwede Bengt Nilsson, Juri Stepanow aus der UdSSR, der Bulgare Todor Beltschew sowie der Deutsche Werner Bähr – meisterten diese Höhe mit ihrem jeweils ersten Sprung, Bertil Holmgren, ein weiterer Schwede, zog mit seinem zweiten Versuch nach. Die vier weiteren Springer schieden aus.
An den nun aufgelegten 1,96 m scheiterten Juri Stepanow (Platz fünf), Todor Beltschew (Platz sechs) und Werner Bähr (Platz sieben). Nilsson (bislang ohne Fehlversuch) und Lanský (ein Fehlsprung bei 1,90 m) waren mit ihrem jeweils ersten Sprung erfolgreich. Kovář (zuvor ohne Fehlversuch) übersprang 1,96 m im zweiten, Holmgren (zuvor jeweils ein Fehlversuch bei 1,90 m und 1,93 m) im dritten Anlauf.
Nur Nilsson und Lanský meisterten 1,98 m und machten damit den Europameistertitel im weiteren Verlauf unter sich aus. Aufgrund der Fehlversuchsregel errang Jaroslav Kovář die Bronzemedaille, Bertil Holmgren wurde Vierter.
Jetzt wurden 2,00 m aufgelegt, die Lanský ausließ. Nilsson war gleich mit seinem ersten Sprung erfolgreich und egalisierte damit den Meisterschaftsrekord des Finnen Kalevi Kotkas, der mit dieser Höhe bei den ersten Europameisterschaften 1934 in Turin Gold gewonnen hatte. Auch die anschließenden 2,02 m meisterte Europarekordinhaber Bengt Nilsson und wurde damit Europameister, denn Jiří Lanský scheiterte dreimal errang damit Silber. Anschließend ließ Nilsson noch 2,06 m auflegen, lief jedoch dreimal vergeblich an.